# 16 Kołobrzeski Pułk Piechoty
16 Kołobrzeski pułk piechoty (16 pp) – oddział piechoty ludowego Wojska Polskiego.

## Formowanie i zmiany organizacyjne
Pułk został sformowany w rejonie Żytomierza na podstawie rozkazu nr 00130 dowódcy 1 Armii Polskiej w ZSRR z 5 lipca 1944 w oparciu o sowiecki etat pułku strzeleckiego nr 04/501. Wchodził w skład 6 Pomorskiej Dywizji Piechoty z 1 Armii WP.
Rozkazem NDWP nr 130 z 21 czerwca 1945 pułk został odznaczony Orderem Virtuti Militari V klasy. 11 lutego 1946 pułk otrzymał sztandar ufundowany przez mieszkańców Krakowa. Sztandar wręczał Marszałek Polski Michał Żymierski.
W 1957 pułk został rozformowany. Na jego bazie sformowano 10 Batalion Powietrznodesantowy i 16 Batalion Powietrznodesantowy. Jego tradycje kontynuuje 16 bpd. On też przyjął nazwę wyróżniającą "kołobrzeski" i stacjonował w byłych koszarach pułku.

## Żołnierze pułku
Dowódcy pułku
- ppłk Wasyl Czernysz (24 lipca 1944 – 19 lutego 1945, ranny 19 II 1945)[6]
- mjr Aleksander Diergunow (p.o. 19 lutego – 15 marca 1945)[6]
- ppłk Piotr Karpowicz (15 marca - 4 kwietnia 1945)[6]
- ppłk Wasyl Czernysz (6 kwietnia – 30 listopada 1945)[7]
- ppłk Jan Wichor (30 listopada 1945 – 22 października 1946)[7]
- ppłk Tadeusz Zbigniew Zbiegień (22 października 1946 – 7 maja 1947)[7]
- ppłk Michał Pazowski (7 maja – 10 października 1947)[7]
- ppłk Emil Cimura (10 października 1947)[7]

Zastępcy dowódcy ds. polityczno-wychowawczych
- por. Mieczysław Taube (15 lipca – 10 grudnia 1945)
- kpt. Leon Goetz (10 grudnia 1945 – 16 lipca 1946)
- kpt. Wacław Jackowski (16 lipca 1946)

Zastępcy dowódcy ds. liniowych
- mjr Aleksander Diergunow (11 sierpnia 1944 – 15 marca 1945)
- mjr Iwan Dołgow (15 marca – 21 września 1945)

Szefowie sztabu
- mjr Iwan Dołgow (28 sierpnia 1944 – 21 lutego 1945)
- mjr Lew Rostow-Rudin (21 lutego – 21 maja 1945)
- mjr Aleksander Diergunow (21 maja – 18 października 1945)
- ppłk Antoni Górecki (18 października – 30 grudnia 1945)
- por. Władysław Szewczykowski (30 grudnia 1945 – 31 stycznia 1946)
- mjr Wiktor Wieliczko (31 stycznia 1946 – 17 kwietnia 1947)
- mjr Jarosław Sienkiewicz (17 kwietnia 1947 – 22 lipca 1948)

Kawalerowie Orderu Virtuti Militari
płk Czernysz Wasyl
mjr Dziergunow Aleksander
kpt. Dołgów Jan
st sierż. Grzejek Kazimierz
kpr. Posecki Piotr
kpt. Przewłocki Antoni
chor. Religia Edward
kpr. Romański Leon
por. Traube Mieczysław

## Skład etatowy
dowództwo i sztab
- 3 bataliony piechoty
- kompanie: dwie fizylierów, przeciwpancerna, rusznic ppanc, łączności, sanitarna, transportowa
- baterie: działek 45 mm, dział 76 mm, moździerzy 120 mm
- plutony: zwiadu konnego, zwiadu pieszego, saperów, obrony pchem, żandarmerii

Razem:
żołnierzy 2915 (w tym oficerów – 276, podoficerów 872, szeregowców – 1765).
Sprzęt:
162 rkm, 54 ckm, 66 rusznic ppanc, 12 armat ppanc 45 mm, 4 armaty 76 mm, 18 moździerzy 50 mm, 27 moździerzy 82 mm, 8 moździerzy 120 mm

## Marsze i działania bojowe
Od chwili sformowania do zakończenia wojny pułk walczył w składzie 6 Dywizji Piechoty. W czasie operacji warszawskiej jako pierwszy wkroczył na teren centralnych dzielnic Warszawy forsując Wisłę po lodzie z Pragi. Na Wale Pomorskim toczył boje o Będlino, walki pod Nadarzycami i Świerczyną. W Kołobrzegu zdobył park miejski, towarową stację kolejową i kilka fortów. Jako pierwszy wszedł do portu. Po sforsowaniu Odry walczył na terenie Brandenburgii kończąc szlak bojowy nad Łabą.
|  |  |  |  |  |

|  |  |  |  |